# Sadiqabad
Sadiqabad ist eine Stadt im Distrikt Rahimyar Khan im Süden der Provinz Punjab in Pakistan.

## Bevölkerungsentwicklung
| Zensusjahr | Einwohnerzahl |
| ---------- | ------------- |
| 1972       | 37.121        |
| 1981       | 63.935        |
| 1998       | 144.391       |
| 2017       | 239.677       |

## Wirtschaft
Sadiqabad ist eine Industrie- und Landwirtschaftsstadt. Um Sadiqabad herum gibt es keine Dörfer, es gibt nur Felder mit vielen Bewässerungskanälen. Der fruchtbare Boden lässt Weizen, Baumwolle, Zuckerrohr und Orangen gedeihen. In der Stadt werden Gülle, Textilien und Medikamente hergestellt sowie Zuckermühlen und andere Fabriken betrieben.

## Galerie

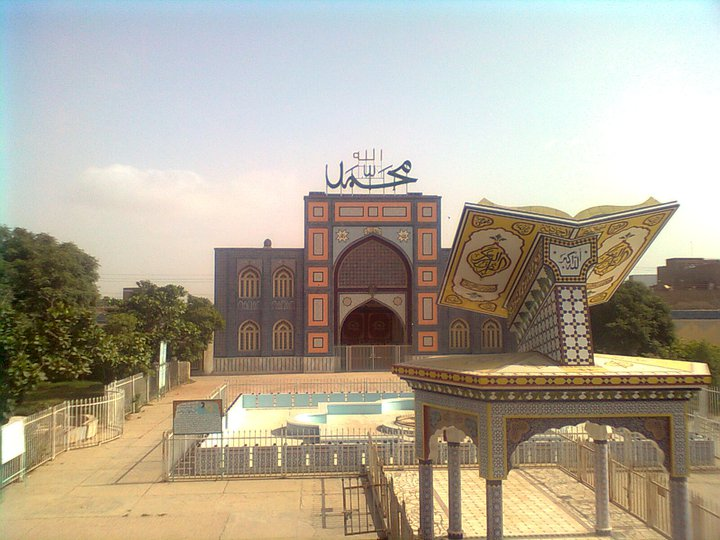
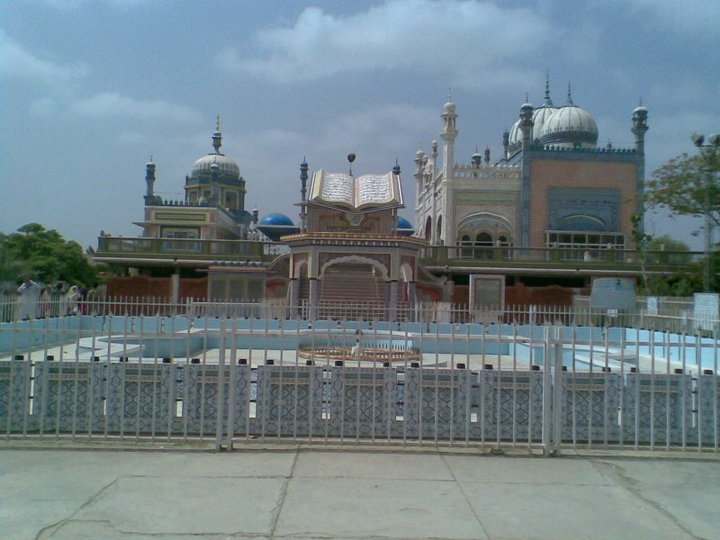